# Eucalyptus gomphocephala
Eucalyptus gomphocephala är en myrtenväxtart som beskrevs av Dc.. Eucalyptus gomphocephala ingår i släktet Eucalyptus och familjen myrtenväxter. Inga underarter finns listade i Catalogue of Life.

## Bildgalleri

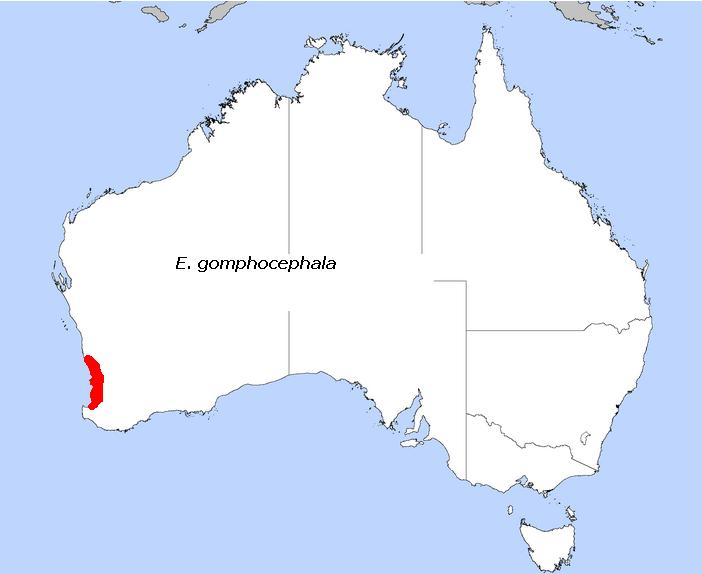
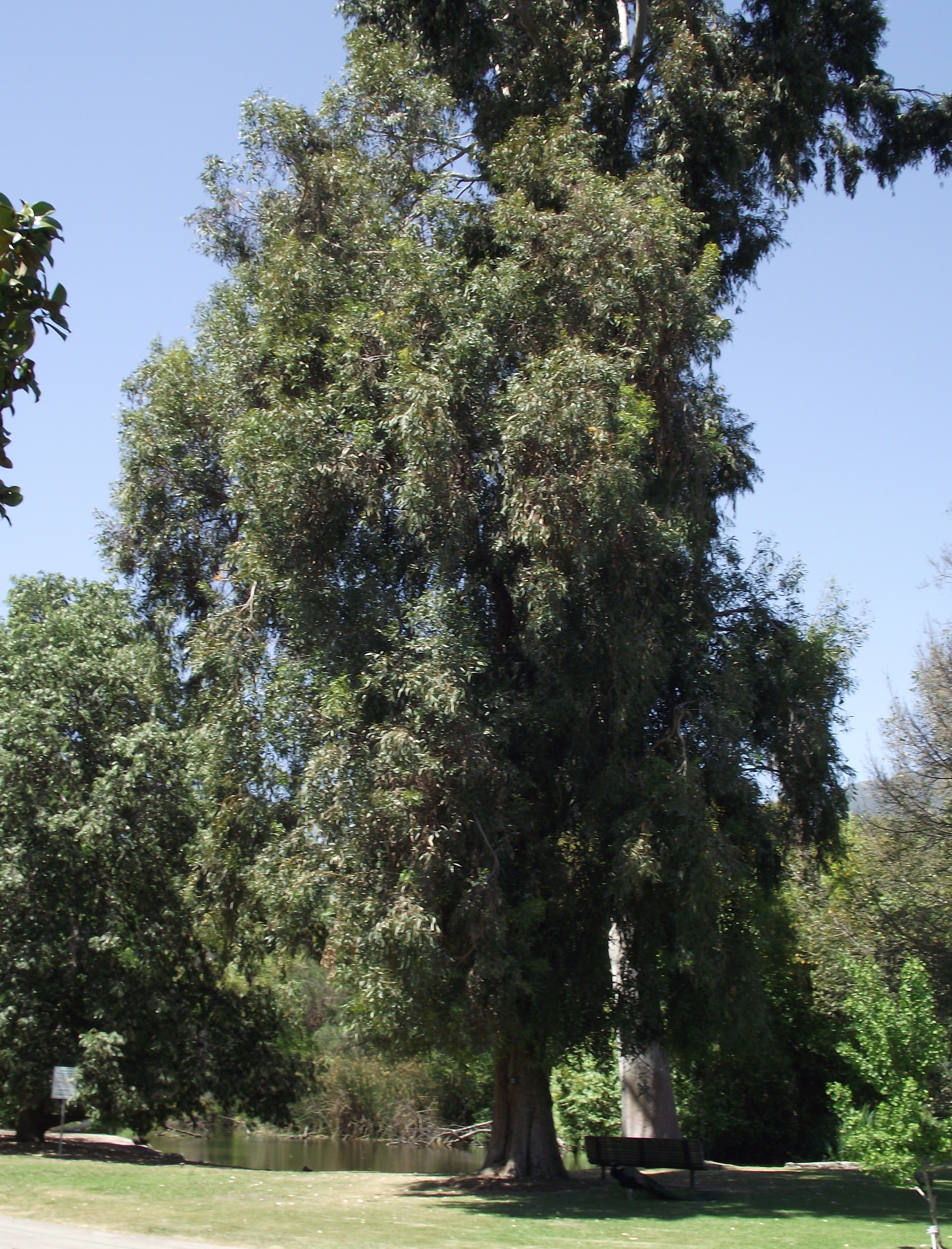
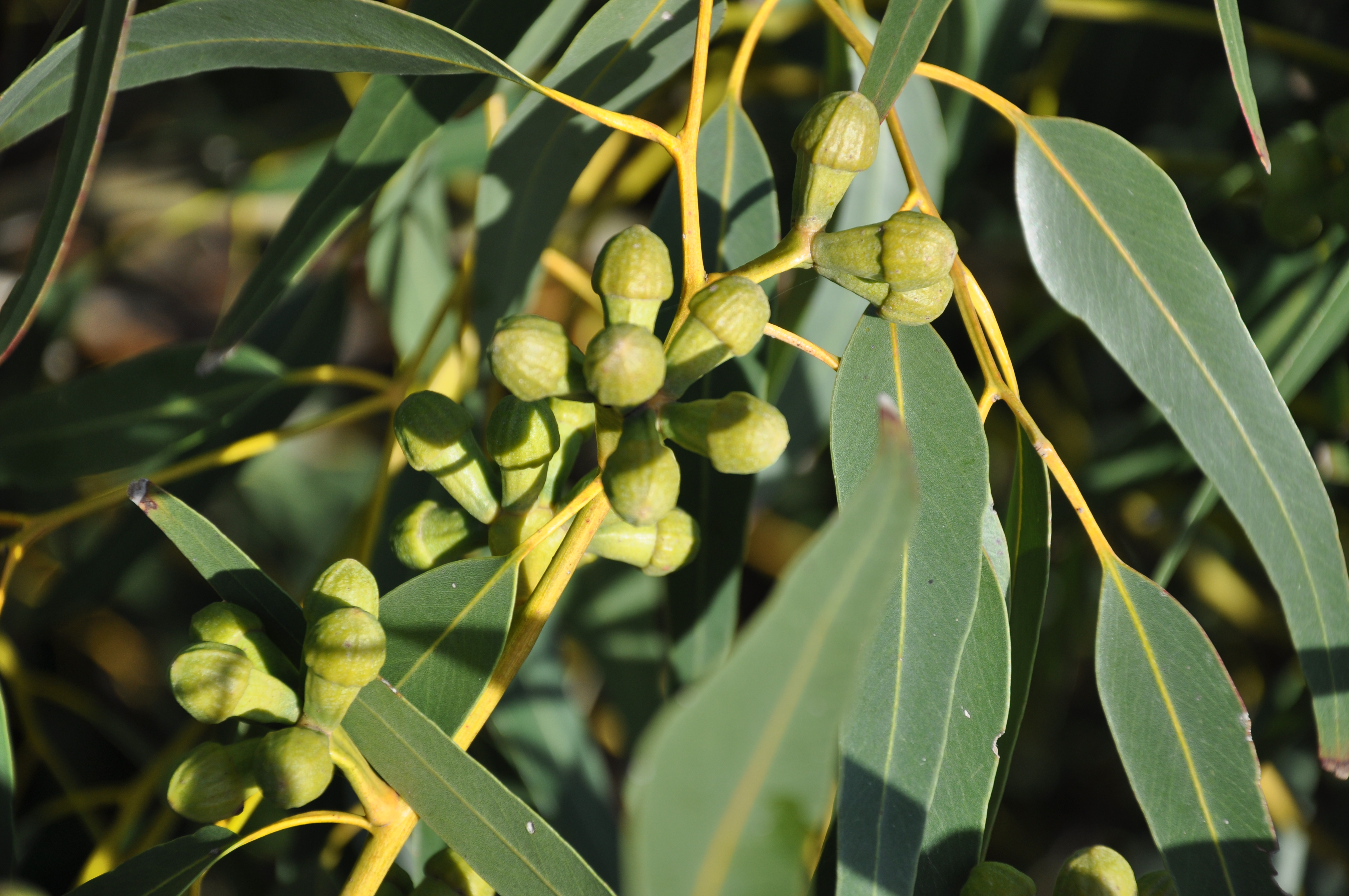
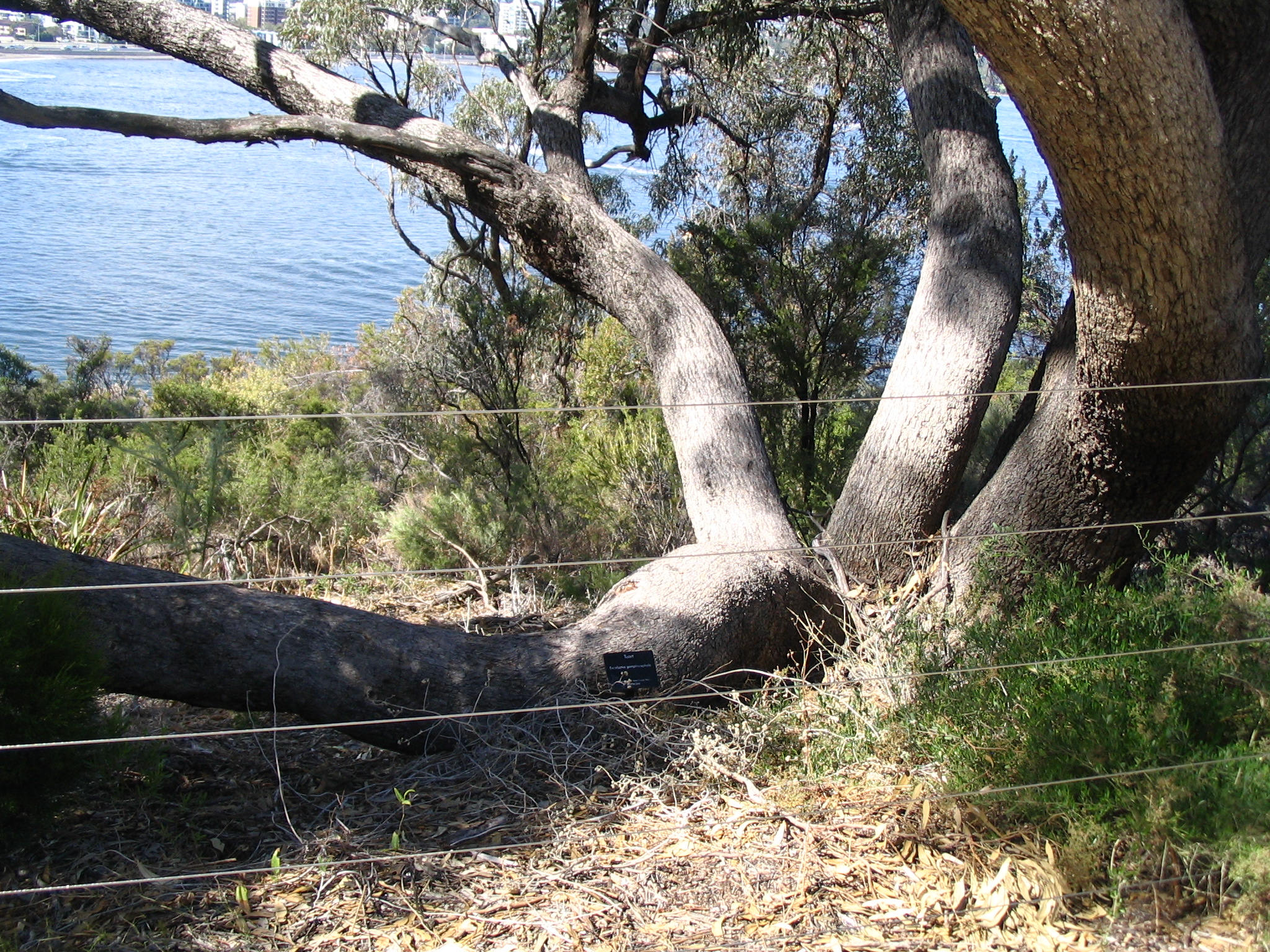
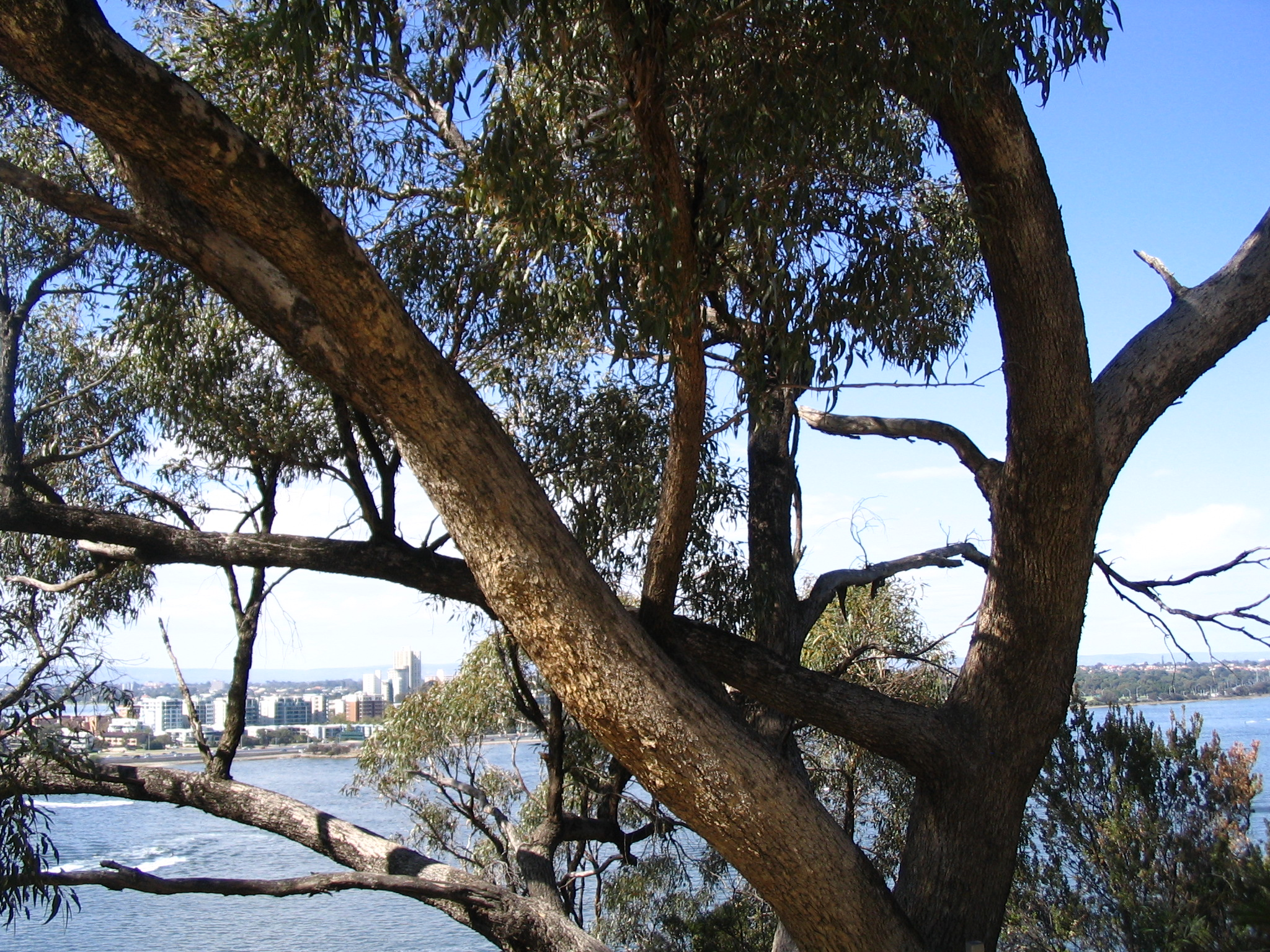
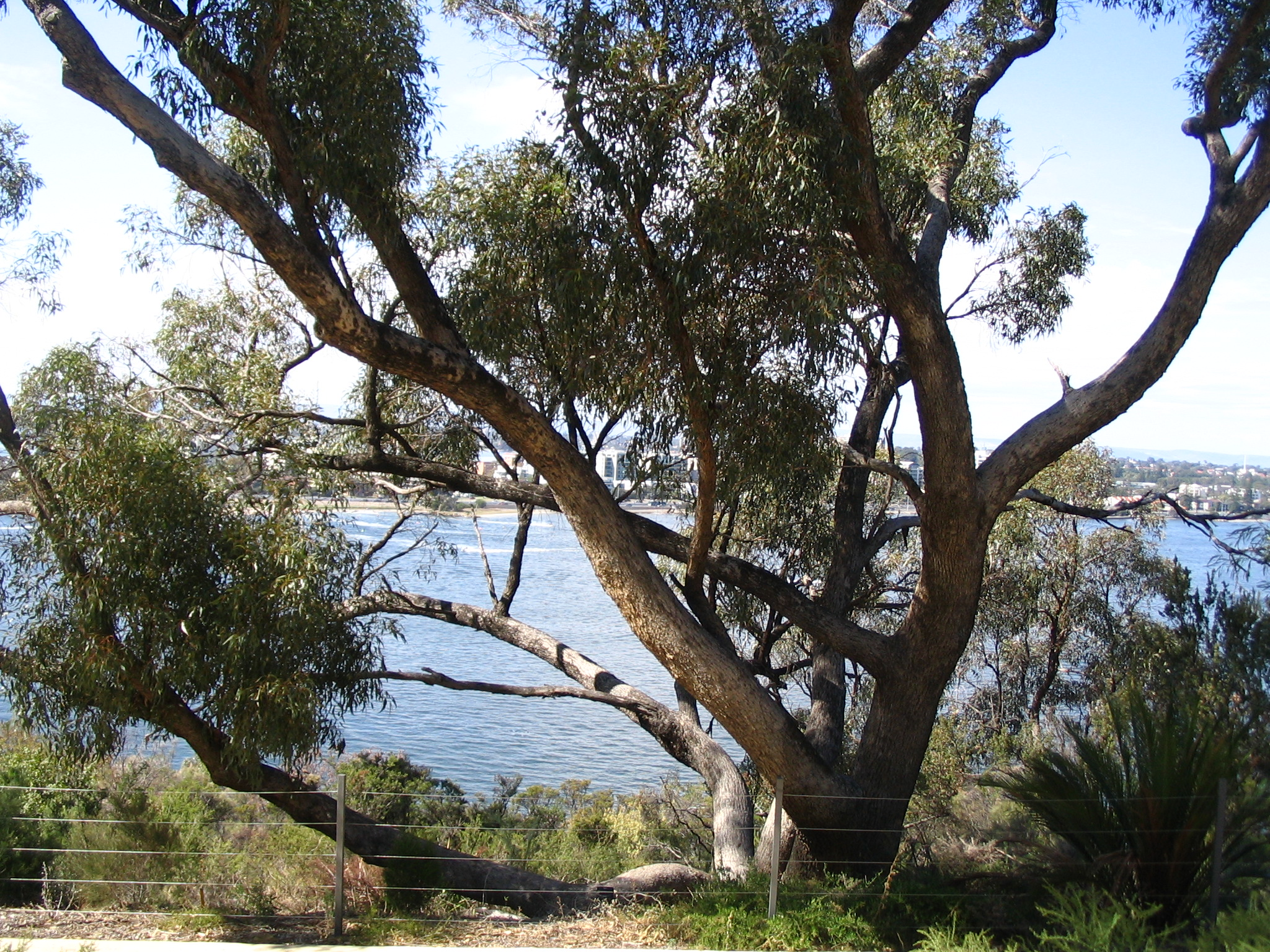